# Tadarida plicata
Tadarida plicata — вид кажанів родини молосових.

## Середовище проживання
Країни поширення: Камбоджа, Китай, Гонконг, Індія, Лаос, Малайзія, Філіппіни, Шрі-Ланка, В'єтнам. Він був записаний від рівня моря до висоти 950 м над рівнем моря. 

## Стиль життя
Цей вид може утворювати великі колонії тисяч кажанів, які зазвичай сплять у печерах, але також можуть бути знайдені в тріщинах скель, старих закинутих будівлях і храмах. Населення колоній в цілому харчується близько до сідал у лісових районах і на рисових полях. Це високий і швидкий літун, який харчується комахами та іншими безхребетними. У національному парку Кхао Яй в Таїланді двохмільйонна колонія цих кажанів проживає у печері. Щовечора вони видовищно вилітають на полювання.